# Germaine Acogny
Germaine Acogny (sinh 1944), là một vũ công và biên đạo múa người Senegal. Bà chịu trách nhiệm phát triển "Vũ điệu châu Phi", cũng như thành lập một số trường múa ở cả Pháp và Sénégal. Bà đã được cả hai nước trao tặng huân chương, bao gồm là một sĩ quan của Ordre des Arts et des Lettres ở Pháp, và một Hiệp sĩ của Huân chương Sư tử Quốc gia.

## Đầu đời
Sinh ra ở Bénin năm 1944 bởi một công chức người Senegal, Germaine Acogny cũng là hậu duệ của người Yoruba thông qua bà ngoại. Khi bà lên 10, gia đình chuyển đến Dakar, Sénégal, nơi bà sống phần còn lại của thời thơ ấu. Sau khi thể hiện khả năng nhảy múa tự nhiên, bà quyết định theo đuổi nghề này, chuyển đến Pháp vào những năm 1960 để học múa và múa ba lê hiện đại.

## Sự nghiệp khiêu vũ
Khi trở về Sénégal, bà bắt đầu dạy khiêu vũ tại địa phương, cả tư nhân và là một phần của hệ thống giáo dục trung học địa phương. Trong thời gian này, bà đã phát triển một phong cách mới, mà sau này bà sẽ gọi là "điệu nhảy châu Phi". Sau khi nhảy vũ đạo cho bài thơ Femme Noir, Femme Nu, bà đã thu hút sự chú ý của tác giả - Tổng thống Léopold Sédar Senghor của Sénégal. Sau khi nhận ra họ có khát vọng tương tự về bản sắc và văn hóa châu Phi, ông đã gửi bà đến làm việc với biên đạo múa Maurice Béjart tại Brussels, Bỉ. Với sự hỗ trợ của Senghor và Béjart, bà đã thành lập Mudra Afrique, một trường dạy nhảy vào năm 1977. 
Trong khi Béjart thiết lập chương trình giảng dạy ban đầu, bao gồm các kỹ thuật nhảy hiện đại của Acogny. Cuối cùng, ông đã tuyển dụng thêm các giáo viên khiêu vũ từ Hoa Kỳ và cố gắng tiếp quản phần giáo trình của Acogny;  bà thảo luận với ông và bà trở thành giám đốc duy nhất của trường. Ông đồng ý, và bà đã kết hợp giữa các công việc của các giáo viên nước ngoài với công việc của chính bà trong trường. Bà tiếp tục phát triển điệu nhảy châu Phi như một sự kết hợp liên tục giữa phong cách phương Tây hiện đại và kỹ thuật truyền thống châu Phi. Năm 1980, bà đã viết và xuất bản Danse Victaine (Vũ điệu châu Phi), trong đó thiết lập tiêu chuẩn cho điệu nhảy Senegal. Bà rời Mudra Afrique năm 1982.
Ba năm sau, bà thành lập Nhà hát Ba lê Studio Ecole ở Toulouse, Pháp, cùng với chồng là Helmut Vogt. Bà trở lại Sénégal vào năm 1995 và mở trường dạy nhảy l'Ecole des Sables ở đó ba năm sau đó. Bà tham gia cùng dân làng địa phương trong các buổi biểu diễn, với trường quay ngoài trời nhìn ra biển. Cũng trong khoảng thời gian trường mới khai trương, bà bắt đầu hợp tác với các biên đạo múa ở nước ngoài như Susanne Linke và Kota Yamasaki để cùng với công ty Jant-Bi của mình phát triển các điệu nhảy ba-giờ cho buổi biểu diễn buổi tối. Giữa năm 1997 và 2000, bà là Giám đốc nghệ thuật của bộ phận Khiêu vũ của Afrique en Creation có trụ sở tại Paris.
Vào ngày 17 tháng 2 năm 2021, cô nhận được giải Sư tử vàng cho khiêu vũ của Venice Biennale.

## Giải thưởng
- Hiệp sĩ của Huân chương bàng trạng (Pháp) [3]
- Cán bộ của Ordre des Arts et des Lettres (Pháp) [3]
- Hiệp sĩ của Huân chương Sư tử Quốc gia (Sénégal) [3]
- Quỹ tài trợ nghệ thuật đương đại cho các nghệ sĩ (2004) [4]

## liên kết ngoài
- Trang web chính thức của l'Ecole des Sables Lưu trữ 2020-08-12 tại Wayback Machine